# Blank Banshee
 (janvier 2024).
 (janvier 2024).
Pour les articles homonymes, voir Banshee (homonymie).
Patrick Driscoll, connu sous son nom de scène, Blank Banshee (prononcé /'blæŋk ˈbæn.ʃiː/ en anglais), né le 28 juin 1986 à Saint-Jean au Nouveau-Brunswick, est un artiste, musicien et producteur de musique canadien. Il se fait connaître en 2012 avec son album Blank Banshee 0, dans lequel il mélange des éléments traditionnels de la vaporwave avec de la musique trap, style désormais connu sous le nom de vaportrap. La musique de Blank Banshee est décrite comme un « équilibre entre ambiance abstraite et trap dansant ».

## Carrière

### 2010-2012: débuts et sortie deBlank Banshee 0
Patrick Driscoll et Curtis « Cormorant » Ferguson, chanteur, font tous deux partie du groupe Shinjuku Mad. En 2010, ils commencent à se produire en concert sous le nom de Blank Banshees. En avril 2011, les Blank Banshees participent à la Electro East Stage lors de la cérémonie annuelle des Canadian East Coast Music Awards. En 2012, le duo devient un projet solo, Driscoll continuant à sortir de la musique instrumentale sous le pseudonyme de « Blank Banshee », avec Ferguson, qui apparaît régulièrement comme invité.
À l'été 2012, Driscoll quitte les provinces maritimes où il est né pour s'installer à Vancouver et sort son premier album solo, intitulé Blank Banshee 0 peu de temps après,. Le style de production de Blank Banshee 0, surnommé vaportrap, contribue à faire connaître la vaporwave dans les années 2010.
Son morceau Teen Pregnancy apparaît dans une vidéo devenue virale. Intitulée « S U N D A Y  S C H O O L », elle est postée par la chaîne Lucien Hugues le 29 février 2016 dans le contexte de la Simpsonwave. Il s'agit d'un sous-genre de la vaporwave. Une musique composée par Blank Banshee apparaît dans une vidéo de Charli D'Amelio sur TikTok en mai 2020.

### 2013-2017 :sorties deBlank Banshee 1etMega
Après la sortie de Blank Banshee 0, Driscoll commence à travailler sur son deuxième album, Blank Banshee 1, qui sort le 20 octobre 2013.
The Fader qualifie Blank Banshee 1 de « chef-d'œuvre du nouveau psychédélisme numérique » et de « document définitif de l'ère vaporwave »[pas clair].
Un article d'Esquire publié en 2016 cite le style musical de Blank Banshee dans Blank Banshee 1 comme  un exemple de la « direction dans laquelle la vaporwave a évolué, où l'accent est mis sur rythme trap et l'aspect politique est atténué ».
Six clips vidéo animés par ordinateur (désignés sous le nom de « Paradise Disc ») sont publiés sur la chaîne YouTube officielle de Blank Banshee pour promouvoir l'album.
En 2014, Driscoll commence à travailler sur son troisième album studio, Mega, à Vancouver où il est installé depuis 2016. L'album sort le 20 octobre 2016. Le magazine Complex considère Mega comme la « meilleure version du projet [Blank Banshee] à ce jour ».
En 2017, il se lance dans « The MEGA Tour », une tournée de 34 dates à travers l'Europe et l'Amérique du Nord.

### 2019-2021: sorties deMetamorphosisetGaia
Driscoll annonce en janvier 2019 la sortie à venir de nouveaux morceaux. Il retourne en Europe en mai pour le « Metamorphosis Tour », qui est suivi de la sortie, le 20 juin 2019, d'un EP de dix-huit minutes nommé Metamorphosis. Metamorphosis sort sur toutes les plateformes de streaming importantes et est édité sur cassette en quantité limitée.
En plus de son format original où les titres se suivent en une piste sans interruption, une version disponible uniquement en téléchargement comprenant quinze morceaux individuels, intitulée Metamorphosis: Extracted est publiée. Ces mêmes morceaux sont également publiés sous la forme d'une collection de fichiers MIDI appelée « MIDImorphosis ».
Driscoll confirme le 1er janvier 2020 la sortie prochaine de son 4e album studio sur son compte Twitter.
Le 20 octobre, il met en ligne une courte vidéo promotionnelle confirmant la date de sortie de Gaia, le 30 novembre,. L'album sort sur vinyle, cassette et sur toutes les principales plateformes de streaming le 30 novembre 2020 et est accompagné d'une page Web dédiée qui contient des supports promotionnels supplémentaires.
Pendant l'année 2021, une série de six clips vidéos animés par ordinateur est diffusée sous le nom de Chaos Disc, pour promouvoir la sortie de Gaia.

### Depuis 2022: sorties deMusic for Menuset4D
Blank Banshee révèle un nouveau projet intitulé Music for Menus le 22 février 2022[Passage à actualiser].
Le 1er juillet 2023, son site officiel est mis à jour, redirigeant les visiteurs vers une page qui diffuse un extrait du morceau Time Thief et affiche un numéro de téléphone gratuit automatisé qui diffuse d'autres extraits lorsqu'on l'appelle. Le 1er août 2023, Driscoll dévoile la date de sortie de l'album 4D, fixée au 20 août, et annonce une tournée qui porte le même nom pour l'accompagner. Elle doit commencer au début du mois d'octobre suivant[réf. souhaitée].

## Discographie

### Albums
- 2012 : Blank Banshee 0
- 2013 : Blank Banshee 1
- 2016 : Mega
- 2020 : Gaia
- 2023 : 4D

### EP
- 2019 : Metamorphosis
- 2022 : Music for Menus

### Morceaux ne faisant pas partie d'albums
- 2011 : Cormorant
- 2011 : Equinox
- 2012 : Zenesis

- 2012 : Chlorophyl
- 2015 : Marble Bust
- 2020 : Memorization
- 2022 : Lunar
- 2022 : Snake Oil
- 2022 : Will O the Wisp
- 2022 : Air Ball
- 2022 : Lime Tree